# Großflächiger Einzelhandel

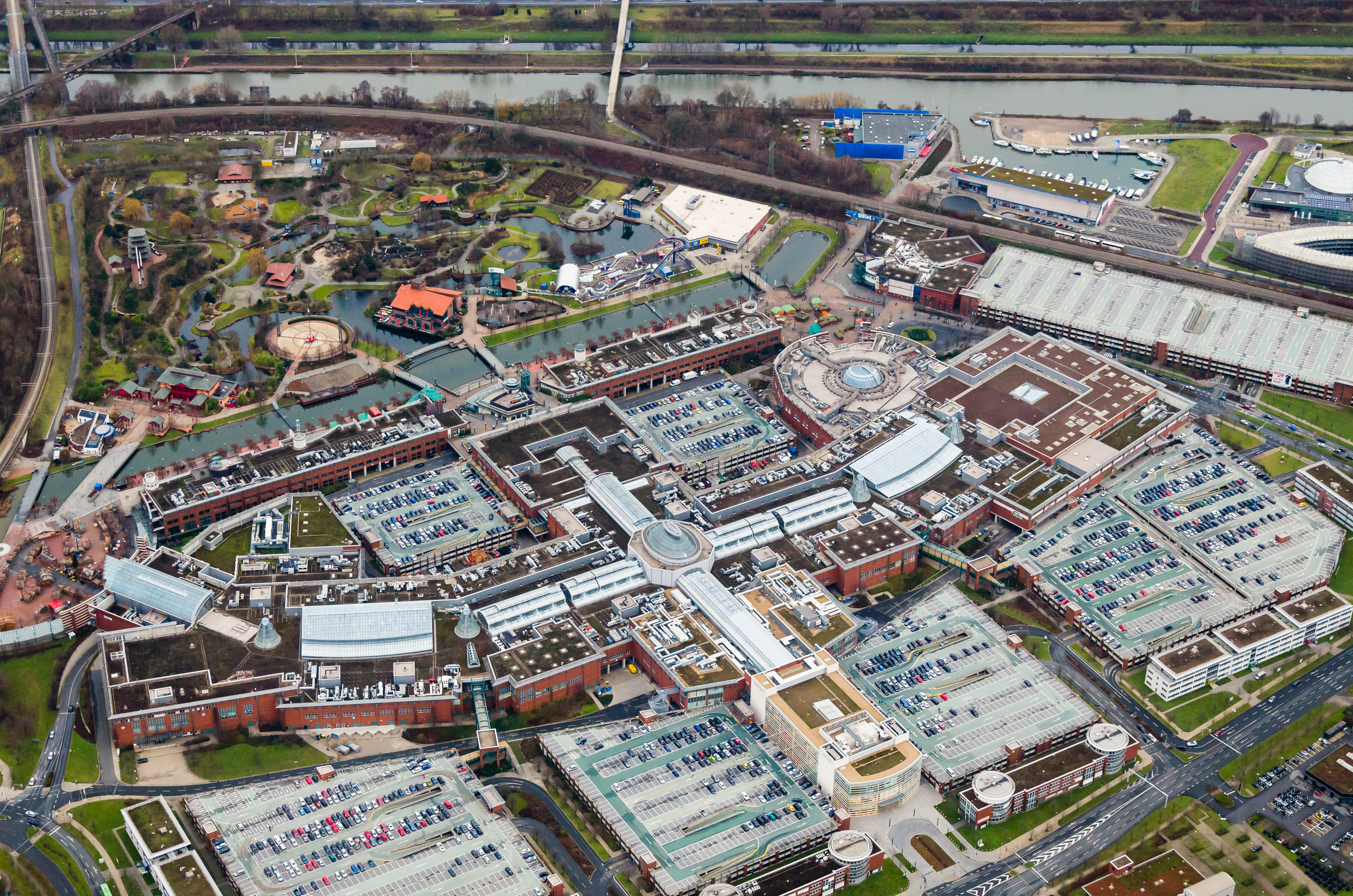
Luftaufnahme des CentrO in Oberhausen

Großflächige Einzelhandelsbetriebe sind in Deutschland Betriebe des Einzelhandels, die sich nach Art, Lage oder Umfang auf die Verwirklichung der Ziele der Raumordnung und Landesplanung oder auf die städtebauliche Entwicklung und Ordnung nicht nur unwesentlich auswirken können. Ihre bauplanungsrechtliche Steuerung erfolgt über § 11 Abs. 3 BauNVO, § 34 Abs. 3 BauGB.

## Definitionen
Großflächige Einzelhandelsbetriebe (§ 11 Abs. 3 Satz 1 Nr. 2 BauNVO) sind in Abgrenzung zum sonstigen Handel planungsrechtlich eine eigenständige Nutzungsart. Einzelhandelsbetriebe sind Betriebe, die ausschließlich oder überwiegend an Endverbraucher verkaufen. Vom Begriff erfasst sind alle Arten von gewerblichen Verkaufsstellen, vom kleinen Ladenlokal bis zum großen Warenhaus. Das Tatbestandsmerkmal Großflächigkeit soll von vornherein diejenigen Einzelhandelsbetriebe und Läden ausklammern, die nach ihrer Größe typischerweise der wohnungsnahen Versorgung in den Baugebieten nach den §§ 2 bis 6 BauNVO dienen. In seinem Urteil vom 24. November 2005 führt das Bundesverwaltungsgericht aus, dass Einzelhandelsbetriebe (erst dann) großflächig im Sinne des § 11 Abs. 3 Satz 1 Nr. 2 BauNVO sind, wenn sie eine Verkaufsfläche von 800 m² überschreiten.
Unter einem Einkaufszentrum (§ 11 Abs. 3 Satz 1 Nr. 1 BauNVO) versteht man einen von vornherein einheitlich geplanten, finanzierten, gebauten und verwalteten Gebäudekomplex mit mehreren Einzelhandelsbetrieben verschiedener Art und Größe – zumeist verbunden mit verschiedenartigen Dienstleistungsbetrieben. Es bildet eine von sonstigen großflächigen Einzelhandelsbetrieben zu unterscheidende eigenständige Kategorie.
Sonstige großflächige Handelsbetriebe (§ 11 Abs. 3 Satz 1 Nr. 3 BauNVO) sind Betriebe, die nicht ausschließlich Einzelhandel betreiben, Einzelhandelsbetrieben jedoch vergleichbar sind. Abzugrenzen sind diese Betriebe in erster Linie vom reinen Großhandel. Die Eigenschaft eines Großhändlers hat derjenige, der überwiegend an Wiederverkäufer veräußert oder überwiegend gewerbliche Verbraucher beliefert. Großhändler fallen nicht unter den Anwendungsbereich des § 11 Absatz 3 BauNVO.
Auswirkungen im Sinne des § 11 Abs. 3 Satz 2 BauNVO „sind insbesondere schädliche Umwelteinwirkungen im Sinne des § 3 BImschG sowie Auswirkungen auf die infrastrukturelle Ausstattung, auf den Verkehr, auf die Versorgung der Bevölkerung im Einzugsbereich des betreffenden Betriebs, auf die Entwicklung zentraler Versorgungsbereiche in der Gemeinde oder in anderen Gemeinden, auf das Orts- und Landschaftsbild und auf den Naturhaushalt“ (§ 11 Abs. 3 Satz 2 BauNVO). Sie werden widerleglich vermutet, wenn die Geschossfläche 1.200 m² überschreitet (§ 11 Abs. 3 Satz 3 und 4, § 20 Abs. 3 BauNVO).

## Bauplanungsrechtliche Zulässigkeit
Großflächige Einzelhandelsbetriebe sind außer in Kerngebieten (§ 7 BauNVO) nur in für sie festgesetzten Sondergebieten zulässig.

## Kritik
Diese Differenzierung im deutschen Baurecht wird von den Betreibern von Lebensmittel-Supermärkten als Benachteiligung gegenüber den Betreibern von Lebensmittel-Discountern gesehen. Während Discounter aufgrund ihres eingeschränkten Sortimentes und der Besonderheiten dieses Betriebstyps auch mit 800 m² Verkaufsfläche rentable Filialen eröffnen können, sind Supermärkte regelmäßig auf größere Verkaufsflächen (oft über 1000 m² Verkaufsfläche) angewiesen, um das für diesen Betriebstyp typische Lebensmittel-Vollsortiment anzubieten. Doch mit dieser Größe geraten die Supermärkte in die baurechtliche Kategorie der großflächigen Einzelhandelsbetriebe und unterliegen somit einem wesentlich restriktiveren Baurecht. Folge ist dann, dass die Supermärkte als großflächige Einzelhandelsbetriebe nur in Kerngebieten und speziellen Sondergebieten errichtet werden können, während die Discounter auch in anderen Bereichen zulässig sind.